# Pavetta rupicola
Pavetta rupicola là một loài thực vật có hoa trong họ Thiến thảo. Loài này được S.T.Reynolds mô tả khoa học đầu tiên năm 1993.